# 1770 (昆士蘭州)
1770（英語：Seventeen Seventy），是一個位於澳大利亞昆士蘭州的村莊，建於詹姆斯·庫克第二次登陸澳洲的地點。此村莊亦是世界上極少數以數字作名稱的地方。

## 名稱淵源
1770本名朗德希爾（Round Hill）。於1770年5月24日，詹姆斯·庫克和努力号三桅帆船船員在此登陸。於200年後的1970年，朗德希爾居民為了紀念詹姆斯·庫克登陸此處二百週年，故將此村莊更名為1770，即詹姆斯·庫克登陸此處的年份。

## 旅遊業
1770是一個旅遊熱點之一。1770位於一個半島上，三面環珊瑚海，因此成為一個水上活動熱點。此村莊亦是一個受歡迎的釣魚和衝浪地點。此村莊亦擁有一些度假住宿，餐廳，一家百貨商店，以及一個小碼頭。
1770節慶會於每年5月。在節慶中，居民們會模仿詹姆斯·庫克重新登陸此處，以作紀念。

## 自然
1770的生態環境和植被很少遭受破壞，因此這裡的自然環境亦成為了一個旅遊熱點。此村莊亦提供到達大堡礁、馬斯格雷夫夫人島、埃利奧特夫人島、費爾法克斯島等的導賞服務。
這一帶附近有四個國家公園：深水國家公園（Deepwater National Park）、埃瑞姆布拉國家公園（Eurimbula National Park）、鬥獸場山國家公園（Mount Colosseum National Park）、以及朗德希爾國家公園（Round Hill National Park）。

## 外部連結
- Geoscience Australia - Gazetteer of Australia
- Australia Post in their downloadable database (or via searching here（页面存档备份，存于） for postcode 4677)
- The Australian White Pages
- Google Maps